# Stérilisation animale
Pour les articles homonymes, voir Stérilisation.

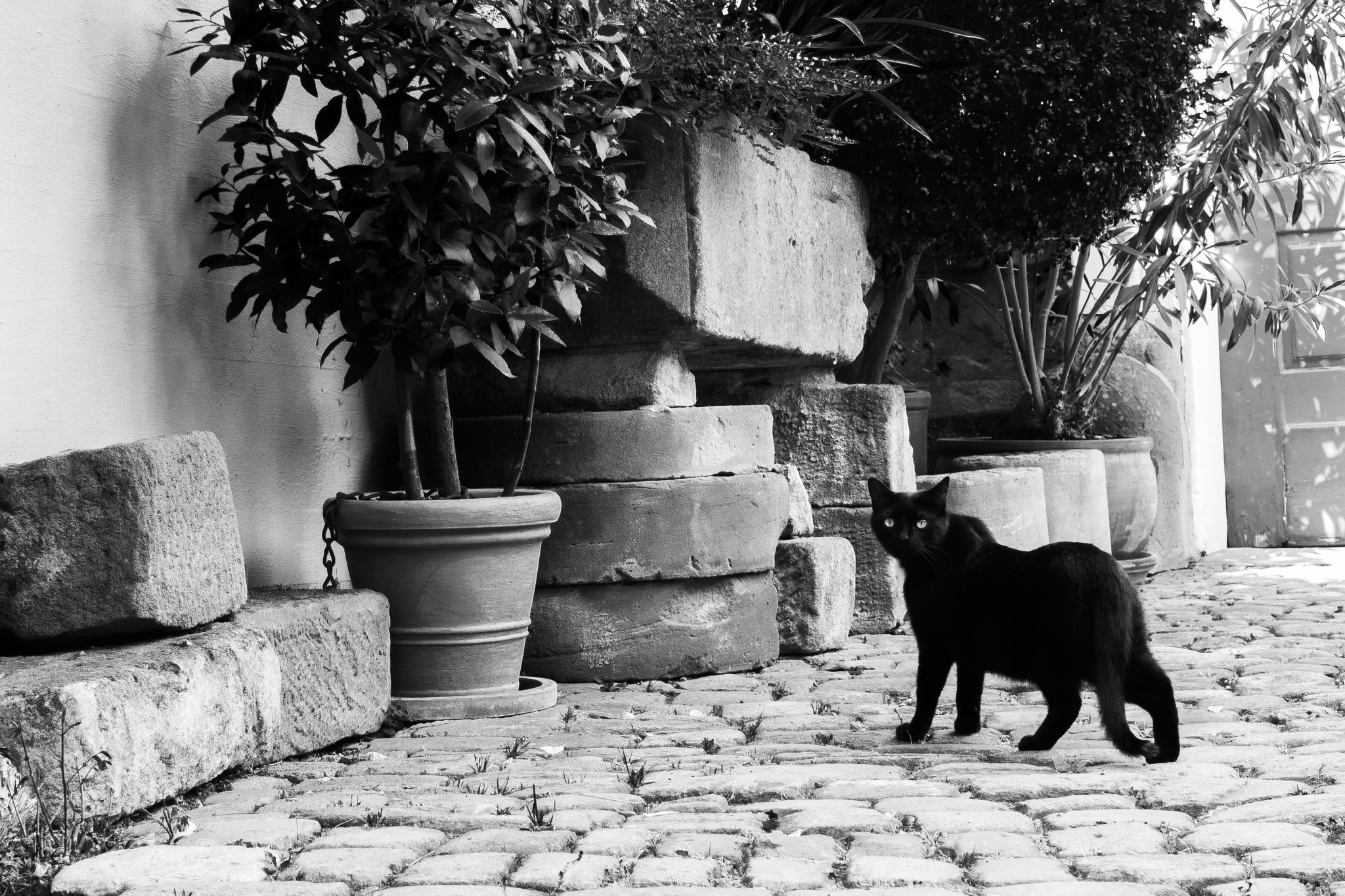
En plus de limiter les portées non désirées et la surpopulation animale, la stérilisation permet d'empêcher certains comportements indésirables liés à la reproduction, comme les fugues provoquées par la recherche de partenaires sexuels.

La stérilisation animale est une intervention médicale induisant chez un animal l'impossibilité de se reproduire. Le plus souvent chirurgicale, la stérilisation consiste alors en l'ablation d'une partie ou de la totalité des organes reproducteurs et est alors définitive. Elle est plus généralement réalisée sur les animaux de compagnie (chiens, chats, furet, lapins), des deux sexes, ou bien généralement chez les mâles (castration) pour les espèces domestiques de rente (bovins, chevaux, moutons). La stérilisation est réalisée dans un but de contrôle de la population, de contrôle du patrimoine génétique, dans un but médical, pour diminuer le risque de survenue de certains cancers, mais aussi dans un objectif comportemental, pour limiter ou supprimer des comportements indésirables liées à l'activité reproductrice des animaux : marquage, fugue, miaulements...

## Histoire
La stérilisation du bétail mâle par castration est déjà pratiquée il y a 8 000 ans. Elle est couramment pratiquée en Égypte, en Grèce. Les animaux non castrés étaient parfois préférés pour les sacrifices.
La stérilisation chez les chats et les chiens apparaît réellement au XXe siècle, lorsque ceux-ci rejoignent le foyer domestique et la famille. Elle permet d'éviter les fugues de mâles, et la manifestation des chaleurs et des portées non désirées chez les femelles. Concernant désormais les deux sexes, la stérilisation des femelles devient toutefois plus courante que celle des mâles. La stérilisation est de nos jours une procédure de routine en médecine vétérinaire.

## Utilisations et enjeux

### Animaux de compagnie
La principale indication de la stérilisation chez les chiens et les chats est la maîtrise de la surpopulation animale, de la souffrance animale et de la propagation de zoonoses. Elle est également indiquée chez les femelles pour traiter les pyomètres, les tumeurs utérines ou ovariennes, et chez le mâle pour limiter les problèmes de comportement et les marquages urinaires.
La stérilisation est recommandée chez la lapine pour éviter le développement de tumeurs utérines (80 % des femelles non stérilisées de 6 ans) et l'agressivité. Chez le furet, la stérilisation est recommandée chez le mâle comme chez la femelle. Elle permet de limiter l'agressivité et les odeurs caractéristiques du furet mâle et permet d'éviter l'hyperœstrogénisme de la furette lors d'œstrus prolongé, qui engendre des aplasies médullaires. La castration du rat mâle est utilisée pour éviter la reproduction en cas de cohabitation entre les deux sexes, limiter l'odeur de l'urine et le marquage associé ainsi que l'agressivité. Chez la femelle du rat, la stérilisation permet de diminuer de manière importante la survenue de tumeurs mammaires et d'adénomes hypophysaires, tout en réduisant l'anxiété de l'animal.
Chez le chien, la stérilisation peut être indiquée à des fins comportementales dans les cas d'hypersexualité, de trouble hiérarchique et de marquage urinaire du mâle, et chez la femelle en cas de troubles de l'humeur postoestrus.

#### Âge de la stérilisation
L'âge auquel la stérilisation est préconisée chez le chien ou le chat est généralement lorsque l'animal est âgé d'environ six mois à neuf mois.
Chez le chat, la stérilisation précoce est possible dès l'âge de deux ou trois mois. Elle est souvent demandée par des refuges ou par des éleveurs. La procédure doit être adaptée aux particularités de l'animal de cet âge : matériel de plus petit taille (instruments de chirurgie, cathéter, sonde endotrachéale), nature des anesthésiques, gestion de la douleur, maintien de la température corporelle. L'intervention est cependant plus courte, les complications post-chirurgicales sont diminuées, et l'animal récupère plus vite.
Les chats stérilisés précocement seraient plus grands que la moyenne. Chez les grandes races de chat, les individus pourraient être prédisposés à des fractures de Salter-Harris. Un impact différent de celui de la stérilisation classique sur le comportement n'est pas clairement identifié. Il est conseillé de diminuer l'apport calorique de 20 % pour éviter le surpoids.
Chez la lapine, la stérilisation précoce est recommandée.

### Animaux de rente
La stérilisation chez les animaux de rente est une pratique courante dans l’industrie agricole, utilisée pour contrôler la reproduction et améliorer la productivité. Elle présente cependant des enjeux éthiques et économiques. D’un point de vue économique, la stérilisation peut réduire les coûts associés à la reproduction non désirée et améliorer l’efficacité de la production. Cependant, elle peut aussi entraîner des coûts initiaux élevés. Sur le plan éthique, bien que la stérilisation puisse améliorer le bien-être des animaux en réduisant le stress lié à la reproduction, elle soulève des questions sur l’intervention humaine dans les processus naturels. De plus, les méthodes de stérilisation doivent être réalisées de manière à minimiser la douleur et le stress pour l’animal,.
Chez le cheval, la castration est réalisée vers l'âge d'un an, lorsque les deux testicules sont descendus dans le scrotum[réf. nécessaire].

### Faune sauvage
La stérilisation de la faune sauvage, qui comprend les animaux non domestiqués, est une pratique médicale visant à contrôler la population animale et à limiter la propagation de maladies zoonotiques. Selon Nicole J. Buote, cette intervention peut également réduire les comportements indésirables liés à l’activité reproductrice des animaux. Par ailleurs, la stérilisation peut aider à prévenir certaines maladies et à contrôler le patrimoine génétique. Cependant, de nombreuses personnes mettent en avant les enjeux éthiques et législatifs de la stérilisation, notamment en ce qui concerne le bien-être animal. En résumé, la stérilisation de la faune sauvage est une pratique complexe qui nécessite une réflexion approfondie sur ses implications éthiques, sanitaires et environnementales,,.

## Méthodes de stérilisation

### Stérilisation chirurgicale
La stérilisation chirurgicale est irréversible.

#### Femelle

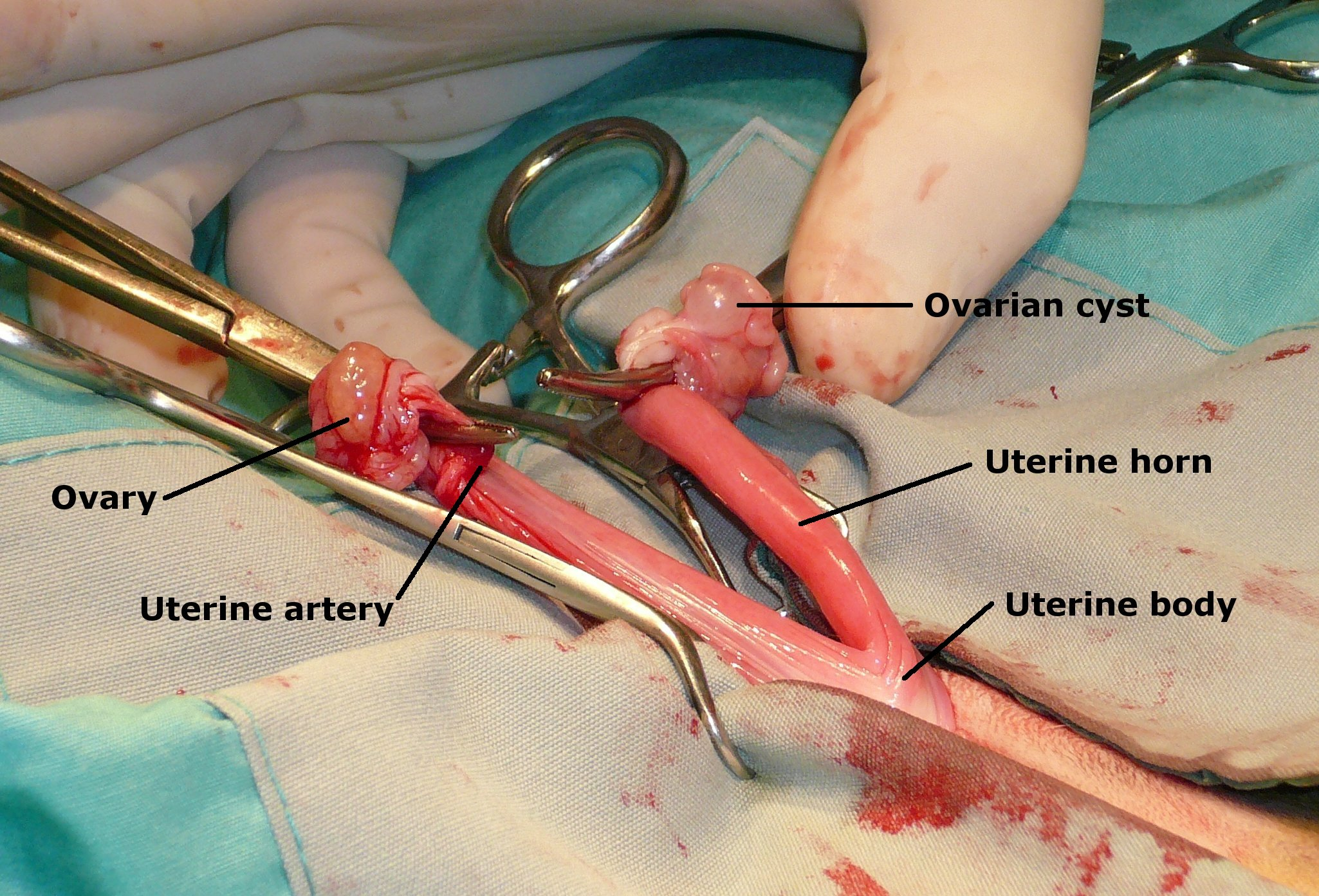
Mise en évidence du système reproducteur interne (ovaires et utérus) lors d'une ovariectomie de chatte. L'ovaire de droite présente des kystes tandis que celui de gauche est d'apparence normale.

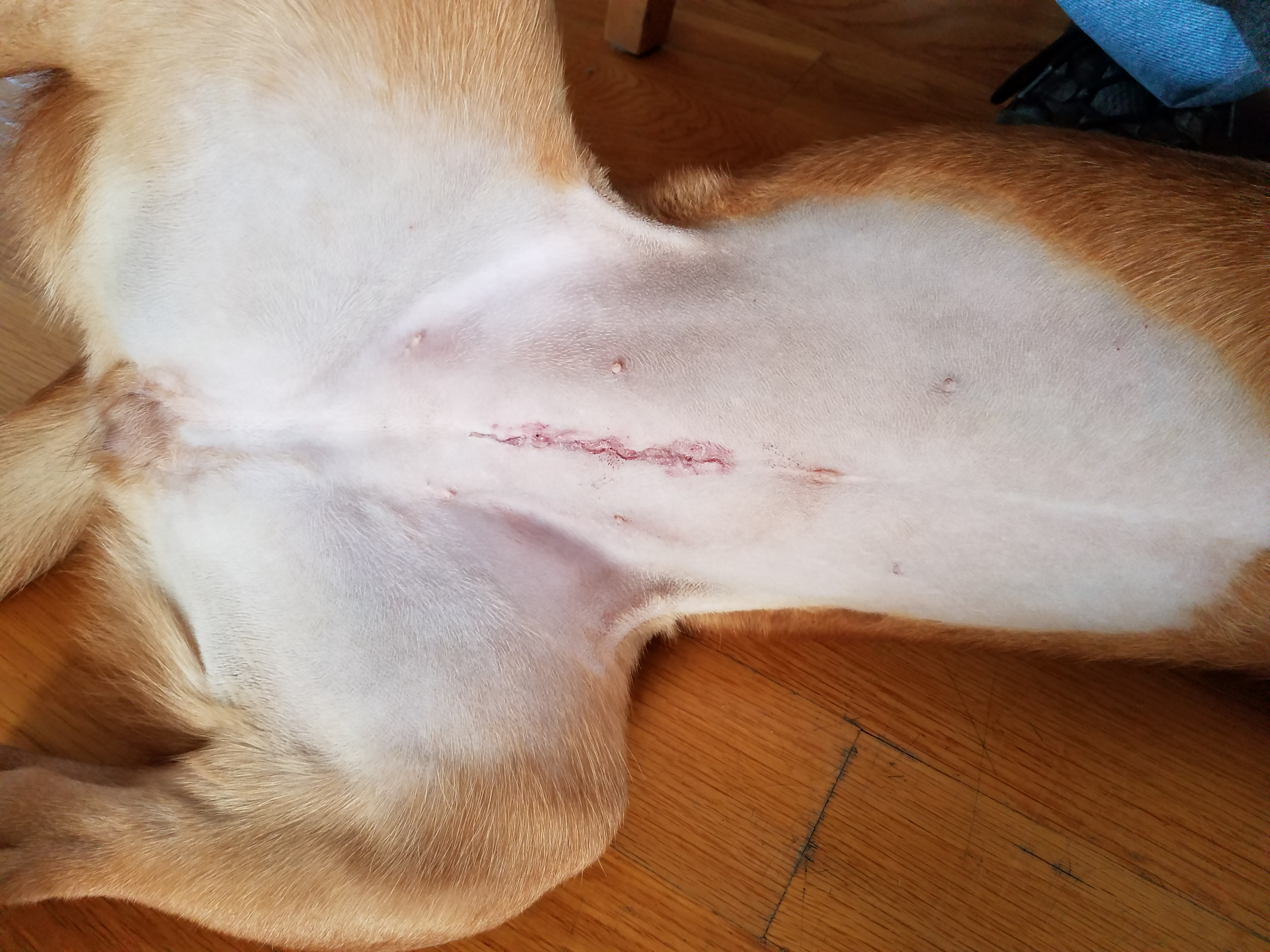
Cicatrice sur une chienne, 24 heures après sa stérilisation.

Il est possible de stériliser les femelles de nombreuses espèces : carnivores domestiques (chats, chiens, furets), lapins et rongeurs, juments, vaches.
La stérilisation consiste alors en l'ablation des ovaires (ovariectomie) qui peut être associée à celle de l'utérus (ovariohystérectomie). L'ovariectomie présente l'avantage d'être plus courte que l'ovariohystérectomie et à l'origine d'incisions plus petites. En Europe, chez la chatte l'ovariectomie, moins invasive, est privilégiée, sauf en cas de gestation ou de pathologie utérine, tandis qu'en Amérique du Nord l'ovariohystérectomie est la plus pratiquée,.

##### Ovariectomie
Grâce à une incision au niveau de la ligne blanche de l'abdomen, qui part de l'ombilic pour s'étendre caudalement, ou bien par une incision sur chaque flanc, les pédicules ovariens sont mis en évidence, ligaturés, puis coupés. L'artère, la veine utérines et le ligament correspondant sont également ligaturées, puis les ovaires retirés. L'animal est ensuite suturé.

###### Ovariectomie par les flancs
L'ovariectomie par les flancs permet un meilleur accès aux ovaires, un positionnement plus profond des ligatures et des incisions plus petites que par la ligne blanche. Cependant, cela induit une manipulation supplémentaire de l'animal pendant l'intervention (retournement, repositionnement des champs opératoires), et il est plus difficile de retirer l'utérus si cela s'avère finalement nécessaire  De plus, la bourse ovarienne peut être plus difficile à trouver chez certains individus et l'intervention rendue plus difficile lorsque l'animal est obèse ou présente une distension abdominale.
L'ovariectomie par les flancs est indiquée dans le cas d'animaux ayant un développement mammaire ainsi que chez les animaux sauvages. Elle est contre-indiquée pour les sujets d'exposition en raison des cicatrices. mais aussi chez les chiens et les chats âgés de plus de douze semaines, les individus en cours de gestation, ayant un pyomètre, en cours d’œstrus, ou encore obèses.

##### Ovariohystérectomie
Tout comme l'ovariectomie, l'ovariohystérectomie peut être pratiquée grâce à des incisions réalisées à travers les flancs. Le risque d'éventration est réduit. Les cicatrices qui en résultent peuvent cependant engendrer un défaut dans la pigmentation des poils qui les entourent. La procédure est cependant plus difficile par les flancs en cas de complications.

##### Salpingectomie
La salpingectomie est une intervention chirurgicale qui consiste à retirer une ou les deux trompes de Fallope chez les mammifères femelles. Cette procédure est souvent utilisée comme méthode de stérilisation chez les animaux domestiques pour contrôler la reproduction.Les trompes de Fallope sont des conduits qui relient les ovaires (où les ovules et hormones féminines sont produites) à l’utérus, le lieu de développement des embryons. Par conséquent, leur ablation empêche la fécondation et la gestation subséquente. La salpingectomie est réalisée sous anesthésie générale et nécessite une incision abdominale. Après l’opération, l’animal est incapable de concevoir, rendant cette méthode efficace pour la stérilisation. Cependant, il est important de noter que cette procédure n’affecte pas les niveaux d’hormones sexuelles de l’animal car les ovaires ne sont pas retirés. Par conséquent, l’animal continuera à montrer des comportements sexuels normaux.Comme toute intervention chirurgicale, la salpingectomie comporte des risques, notamment des complications liées à l’anesthésie, des infections post-opératoires et des réactions indésirables à la suture. Par conséquent, un suivi post-opératoire approprié est essentiel pour assurer une récupération complète de l’animal.

### Mâle

#### Castration

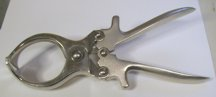
Une pince Burdizzo, créée au début du XXe siècle et utilisée pour les castrations par écrasement des cordons testiculaires chez les animaux d'élevage.

Elle implique le retrait des testicules, et se fait de manière commune à la fois sur les animaux domestiques (pour contrôler les naissances ou modifier les comportements) et sur le cheptel (pour contrôler les naissances mais également pour améliorer la valeur commerciale).
Plusieurs techniques de castration existent.
Parmi les complications possibles de la castration, figurent les hémorragies, des gonflements, les œdèmes, les infections, voire le tétanos.

#### Vasectomie
La vasectomie consiste à obstruer les canaux déférents. Les hormones androgéniques sont toujours produites, ce qui n'empêche pas la survenue de maladies liées aux androgènes ainsi que l'expression de comportements propres aux mâles,.

### Stérilisation non chirurgicale
Chez la chatte, la pilule contraceptive peut être administrée. Elle n'est recommandée que pour une courte période car elle présente cependant des effets indésirables graves, comme l'apparition de tumeurs mammaires ou d'infections de l'utérus, raison pour laquelle la stérilisation définitive est recommandée si aucune portée n'est souhaitée.

#### Injections
- Animaux mâles : injection d'une solution de dihydrate de chloride de calcium dans les testicules de l'animal cause une castration non chirurgicale. Au bout d'un mois, la nécrose des tissus testiculaire entraîne la castration[28],[29].
- Chiens : le  Neutersol. Cytotoxicité : cause une infertilité irréversible en perturbant la chimie des testicules[30].
- Rats mâles – Adjudin entraîne une castration réversible.
- Souris mâles : injection d'une solution de molécule JQ1[31].
- Moutons et cochons mâles – micro-valve sans fil[32]. Utilisant un polymer piézoélectrique qui se déformera quand il sera exposé à une émission électrique d'une clef, une valve s'ouvrira et se fermera empêchant le passage du sperme mais pas du liquide séminal.
- Mammifère femelle : vaccin d’antigène (dérivée de Porcine zona pellucida purifiée) encapsulé dans du liposome avec un adjuvant.

#### Autres
- Souris mâle : régulation réversible du gène KATNAL 1[33].
- Mammifères femelles : phosphodiesterase 3 administré oralement et inhibant l'ORG 9935 avant et après l'ovulation[34].

## Conséquences
La stérilisation a plusieurs conséquences, à la fois positives et négatives. D’une part, elle permet de contrôler la population animale et de prévenir la surpopulation. Elle limite également les comportements indésirables liés à la reproduction, tels que les fugues provoquées par la recherche de partenaires sexuels. De plus, elle réduit le risque d’apparition de certains cancers et augmente ainsi l’espérance de vie. Elle est également utilisée pour traiter certaines affections non cancéreuses. D’autre part, la stérilisation peut avoir des conséquences négatives. Par exemple, une étude a montré qu’il existe un lien entre l’âge de la stérilisation et l’apparition de problèmes articulaires ou de certains cancers. De plus, la stérilisation peut entraîner des problèmes de comportement et des marquages urinaires,.

### Système urinaire
La stérilisation animale peut avoir des conséquences sur le système urinaire de l’animal. En effet, la stérilisation peut modifier le métabolisme de l’animal et entraîner une prise de poids, ce qui peut augmenter le risque de développer des maladies urinaires, comme les calculs urinaires. De plus, chez les femelles, la stérilisation précoce peut parfois entraîner une incontinence urinaire, due à une diminution des hormones sexuelles. Il est donc important de surveiller la santé urinaire de l’animal après la stérilisation, et de consulter un vétérinaire en cas de symptômes inhabituels. Cependant, il convient de noter que ces effets secondaires ne sont pas systématiques et que la stérilisation présente également de nombreux avantages pour la santé de l’animal et pour la gestion des populations animales,,,,.

### Métabolisme
Le stérilisation chirurgicale est un facteur de risque de l'obésité féline, ce qui n'est pas démontré avec certitude chez le chien. L'obésité n'est pas nécessairement une conséquence directe de la stérilisation, mais celle-ci augmente la susceptibilité de stocker la graisse. La stérilisation de l'animal a également tendance à lui faire augmenter sa prise alimentaire.

### Appareil musculo-squelettique
La stérilisation peut augmenter la susceptibilité de l’animal à stocker de la graisse, ce qui peut indirectement affecter l’appareil musculo-squelettique en augmentant la charge sur les articulations. De plus, des études ont montré que la stérilisation peut être associée à certaines conditions musculo-squelettiques, comme la rupture du ligament croisé et la dysplasie de la hanche. Il est important de noter que ces conséquences ne sont pas inévitables et peuvent être gérées par des soins appropriés, y compris une alimentation équilibrée et de l’exercice régulier. En outre, les avantages de la stérilisation, tels que la prévention de certaines maladies et la réduction des comportements indésirables, peuvent souvent l’emporter sur ces risques potentiels.

### Espérance de vie
Les chats et les chiens stérilisés ont généralement une espérance de vie plus longues que ceux qui ne le sont pas. Il est possible que cette différence soit due aux effets mêmes de la stérilisation, ou bien aux soins plus attentifs des propriétaires d'animaux stérilisés.

### Comportement
D'un point de vue comportemental, la stérilisation est souvent efficace sur le marquage urinaire.

## Législation
La castration des chiens est interdite en Suède jusqu'en 1988.
En Belgique, la stérilisation des chats est obligatoire, pour les individus âgés de plus de six mois depuis 2017 pour la Wallonie, et depuis 2018 pour la région de Bruxelles et la Flandres. Des exceptions sont possibles pour les animaux détenus par un éleveur agréé, auxquels cas ceux-ci ne sont stérilisés qu'à la fin de leur carrière reproductrice,,.

## Aspects éthiques
La castration des animaux d'élevage soulève des problèmes éthiques. La douleur provoquée par la castration sans anesthésie est ainsi soulignée chez le cochon,, mais aussi chez les bovins.

## Sources
- (en) Cet article est partiellement ou en totalité issu de l’article de Wikipédia en anglais intitulé « Neutering » (voir la liste des auteurs).

1. 1 2 3 4  Lynette A. Hart et Benjamin L. Hart, « An Ancient Practice but a New Paradigm: Personal Choice for the Age to Spay or Neuter a Dog », Frontiers in Veterinary Science, vol. 8,‎ 2021 (ISSN 2297-1769, DOI 10.3389/fvets.2021.603257/full, lire en ligne, consulté le 24 mai 2022)
2. ↑  (en) Lisa Howe, « Current perspectives on the optimal age to spay/castrate dogs and cats », Veterinary Medicine: Research and Reports,‎ mai 2015, p. 171 (ISSN 2230-2034, PMID 30101104, PMCID PMC6070019, DOI 10.2147/VMRR.S53264, lire en ligne, consulté le 25 mai 2022)
3. 1 2 3 4 5 6  (en) Im Reichler, « Gonadectomy in Cats and Dogs: A Review of Risks and Benefits », Reproduction in Domestic Animals, vol. 44,‎ juillet 2009, p. 29–35 (DOI 10.1111/j.1439-0531.2009.01437.x, lire en ligne, consulté le 20 juin 2022)
4. 1 2 3 4  Pierre Dufour, « La stérilisation chez les petits mammifères », La Semaine vétérinaire, no 1769,‎ 22 juin 2018 (lire en ligne )
5. 1 2  Tatiana Loucachevsky, Emmanuel Risi, Romain Potier, Mathieu Nony et Françoise Lemoine, « La stérilisation chez le rat, mâle et femelle », Le Point Vétérinaire, no 362,‎ 1er janvier 2016 (lire en ligne )
6. 1 2 3  Gwenaël Outters, « Stérilisation : quelles conséquences comportementales ? », La Semaine Vétérinaire, no 1705,‎ 3 février 2017 (lire en ligne )
7. 1 2  (en) B. McKenzie, « Evaluating the benefits and risks of neutering dogs and cats. », CAB Reviews: Perspectives in Agriculture, Veterinary Science, Nutrition and Natural Resources, vol. 5, no 045,‎ 1er avril 2010 (DOI 10.1079/PAVSNNR20105045, lire en ligne, consulté le 26 mai 2022)
8. 1 2 3  Laurent Masson, « Stérilisation précoce : le consensus du GERES », La Semaine Vétérinaire, no 1944,‎ 16 mai 2022 (lire en ligne )
9. ↑  « Stériliser un animal : des questions pour le vétérinaire et pour le propriétaire », 10 avril 2018 (consulté le 15 mai 2024).
10. ↑  Le Point Vétérinaire.fr, « La castration chez la vache : état des lieux - La Semaine Vétérinaire n° 1534 du 05/04/2013 » (consulté le 15 mai 2024).
11. ↑  Le Point Vétérinaire.fr, « ÉTAPE 2 : STÉRILISATION TEMPORAIRE ET DÉFINITIVE CHEZ LE MÂLE - Le Point Vétérinaire n° 441 du 01/05/2023 » (consulté le 15 mai 2024).
12. ↑  Clare Palmer, Bob Fischer, Christian Gamborg et Jordan O. Hampton, Wildlife ethics: the ethics of wildlife management and conservation, Wiley-Blackwell, coll. « UFAW/Wiley-Blackwell animal welfare », 2023 (ISBN 978-1-119-61121-9)
13. ↑  PRATIQUE DE LA PRISE EN CHARGE DE LA FAUNE SAUVAGE DE FRANCE METROPOLITAINE PAR LE VETERINAIRE PRATICIEN
14. ↑  Philippe Gibert, Surveillance sanitaire de la faune sauvage: l'oeil d'un vétérinaire pas comme les autres, les Éditions du Point vétérinaire, coll. « Manuel pratique », 2017 (ISBN 978-2-86326-375-4)
15. 1 2 3 4 5 6 7 8 9 10 11 12  (en) Lisa M. Howe, « Surgical methods of contraception and sterilization », Theriogenology, vol. 66, no 3,‎ août 2006, p. 500–509 (DOI 10.1016/j.theriogenology.2006.04.005, lire en ligne, consulté le 26 mai 2022)
16. ↑  Émilie Tessier, « La stérilisation chez les rongeurs et les lagomorphes », La Semaine Vétérinaire, no 1583,‎ 2 mai 2014 (lire en ligne )
17. ↑  Dawn A. Loesch et Dwayne H. Rodgerson, « Surgical Approaches to Ovariectomy in Mares », Compendium, vol. 25, no 862,‎ novembre 2003
18. ↑  (it) S. Chastant-Maillard, P. Duclos, B. Grimard et J. P. Mialot, « [Zootechnic indications of ovariectomy [cows]] », Summa (Italy),‎ 2006 (ISSN 1125-6745, lire en ligne, consulté le 31 mai 2022)
19. 1 2 3 4 5  Gwenaël Outters, « Stérilisation de la chienne et de la chatte : quelles options ? », La Semaine Vétérinaire, no 1701,‎ 6 janvier 2017 (lire en ligne )
20. 1 2  « Ovariohystérectomie versus ovariectomie féline », Le Point Vétérinaire,‎ 1er juillet 2019 (lire en ligne )
21. ↑  « Ovariectomie avec abord par les flancs chez la chienne (DT160) », sur La dépêche Vétérinaire, 10 avril 2018 (consulté le 26 mai 2022).
22. 1 2 3  (en) L.A.A. Janssens et G.H.R.R. Janssens, « Bilateral flank ovariectomy in the dog -surgical technique and sequelae in 72 animals », Journal of Small Animal Practice, vol. 32, no 5,‎ mai 1991, p. 249–252 (ISSN 0022-4510 et 1748-5827, DOI 10.1111/j.1748-5827.1991.tb00557.x, lire en ligne, consulté le 27 mai 2022)
23. ↑  AVQMR, « TECHNIQUES CHIRURGICALES POUR LA STÉRILISATION », dans TECHNIQUES CHIRURGICALES POUR LA STÉRILISATION (lire en ligne)
24. ↑  « Salpingectomie : tout savoir sur l'ablation des trompes », sur passeportsante.net, 18 février 2019 (consulté le 12 mai 2024).
25. ↑  « Castration, ovariectomie ou implant ? Tout savoir sur la stérilisation de son animal de compagnie | Blog », sur cliniquefondere.fr (consulté le 12 mai 2024).
26. 1 2 3  (en) Kj Stafford et Dj Mellor, « The welfare significance of the castration of cattle: A review », New Zealand Veterinary Journal, vol. 53, no 5,‎ octobre 2005, p. 271–278 (ISSN 0048-0169 et 1176-0710, DOI 10.1080/00480169.2005.36560, lire en ligne, consulté le 12 juillet 2022)
27. ↑  Élodie Goffard, « La stérilisation des femelles dans les espèces canine et féline », La Semaine Vétérinaire - Supplément,‎ 1er novembre 2015 (lire en ligne )
28. ↑  R. Leoci, G. Aiudi, F. Silvestre et G. M. Lacalandra, « Chemical sterilization with calcium chloride: a dose dependent study in the dog" and "Dog chemical castration by intratesticular injection of a calcium chloride in an alcohol solution », 1st International Conference on Dog Population Management,‎ septembre 2012
29. ↑  L. M. Koger, « Calcium Chloride, Practical Necrotizing Agent », Journal of the American Association of Bovine Practitioners (U.S.), vol. 12,‎ novembre 1977, p. 118–119
30. ↑  « Neutersol and Esterilsol » [archive du 31 décembre 2008], sur acc-d.org, Alliance for Contraception in Cats and Dogs (consulté le 28 novembre 2008).
31. ↑  Martin M. Matzuk, Michael R. McKeown, Panagis Filippakopoulos, Qinglei Li, Lang Ma, Julio E. Agno, Madeleine E. Lemieux, Sarah Picaud, Richard N. Yu, Jun Qi, Stefan Knapp et James E. Bradner, « Small-Molecule Inhibition of BRDT for Male Contraception », Cell, vol. 150, no 4,‎ 17 août 2012, p. 673–684 (PMID 22901802, PMCID 3420011, DOI 10.1016/j.cell.2012.06.045, lire en ligne)
32. ↑  Inke Jones, Lucas Ricciardi, Leonard Hall, Hedley Hansen, Vijay Varadan, Chris Bertram, Simon Maddocks, Stefan Enderling, David Saint, Said Al-Sarawi et Derek Abbott, « Wireless RF communication in biomedical applications », IOP Publishing Ltd, vol. 17,‎ 17 janvier 2008, p. 8–9 (DOI 10.1088/0964-1726/17/1/015050, lire en ligne [PDF], consulté le 25 juin 2008)
33. ↑  Lee B. Smith, L. Milne, N. Nelson, S. Eddie, P. Brown, N. Atanassova, M. K. O’Bryan, L. O’Donnell, D. Rhodes, S. Wells, D. Napper, P. Nolan, Z. Lalanne, M. Cheeseman et J. Peters, « KATNAL1 Regulation of Sertoli Cell Microtubule Dynamics is Essential for Spermiogenesis and Male Fertility », PLOS Genetics, vol. 8,‎ mai 2012, e1002697 (PMID 22654668, PMCID 3359976, DOI 10.1371/journal.pgen.1002697, lire en ligne)
34. ↑  Jeffrey T. Jensen, Mary B. Zelinski, Jessica E. Stanley, John W. Fanton et Richard L. Stouffer, « The phosphodiesterase 3 inhibitor ORG 9935 inhibits oocyte maturation in the naturally selected dominant follicle in Rhesus macaques », Contraception, vol. 77, no 4,‎ avril 2008, p. 303–7 (PMID 18342656, PMCID 2505347, DOI 10.1016/j.contraception.2008.01.003)
35. ↑  Joël Dehasse, La stérilisation du chien : pour et contre ? : Effets physiologiques et comportementaux..., i'M éditions, 23 janvier 2017
36. ↑  Le Point Vétérinaire.fr, « Impact de la stérilisation pour la prévention des cancers - Ma revue n° 017 du 01/01/2017 » (consulté le 17 mai 2024).
37. ↑  Le Point Vétérinaire.fr, « ÉTAPE 2 : STÉRILISATION TEMPORAIRE ET DÉFINITIVE CHEZ LE MÂLE - Le Point Vétérinaire n° 441 du 01/05/2023 » (consulté le 18 mai 2024).
38. ↑  Sylvie  CHASTANT, « STÉRILISER UN ANIMAL : des questions pour le 
vétérinaire et pour le propriétaire », La dépêche technique, no 204,‎ avril 2023, p. 9-14 (lire en ligne  [PDF])
39. ↑  « L'importance de la stérilisation des chiens : avantages, risques et suivi - Doggy Magazine », 8 décembre 2023 (consulté le 18 mai 2024).
40. ↑  Dev_Clement, « Stérilisation de son animal : Oui ou Non ? », 1er janvier 2024 (consulté le 18 mai 2024).
41. ↑  yamacouche, « Castration et stérilisation : existe t'il des problèmes à long termes? », 9 juillet 2019 (consulté le 18 mai 2024).
42. ↑  « Risques et effets indésirables de la stérilisation chez l'animal » (consulté le 18 mai 2024).
43. ↑  (en) Clare Palmer, Sandra Corr et Peter Sandøe, « Inconvenient Desires: Should We Routinely Neuter Companion Animals? », Anthrozoös, vol. 25, no sup1,‎ août 2012, s153–s172 (ISSN 0892-7936 et 1753-0377, DOI 10.2752/175303712X13353430377255, lire en ligne, consulté le 12 juillet 2022)
44. ↑  « Stérilisation obligatoire des chats: quels sont les risques? », sur moustique.be, 26 juin 2018 (consulté le 26 mai 2022).
45. ↑  elena, « La stérilisation des chats obligatoire en 2018 », sur Bruxelles Environnement, 13 décembre 2017 (consulté le 26 mai 2022).
46. ↑  42180, « Le bien-être animal en Wallonie - Stérilisation des chats », sur bienetreanimal.wallonie.be (consulté le 26 mai 2022).
47. ↑  R. Thun, Z. Gajewski et F. Janett, « Castration in male pigs: techniques and animal welfare issues », Journal of physiology and pharmacology, vol. 57 Suppl 8,‎ 1er novembre 2006, p. 189–194 (ISSN 1899-1505, PMID 17242482, lire en ligne, consulté le 12 juillet 2022)
48. ↑  (en) E. von Borell, J. Baumgartner, M. Giersing et N. Jäggin, « Animal welfare implications of surgical castration and its alternatives in pigs », animal, vol. 3, no 11,‎ novembre 2009, p. 1488–1496 (ISSN 1751-732X et 1751-7311, DOI 10.1017/S1751731109004728, lire en ligne, consulté le 12 juillet 2022)